# Río Pancrudo
El río Pancrudo es un río de Teruel, un afluente del río Jiloca que desemboca por su margen derecha.
Es de escaso caudal, como cualquier río mediterráneo en verano sufre fuertes estiajes mostrando comportamientos torrenciales durante las tormentas. Su comportamiento hidrográfico es de tipo pluvionival.
De la vegetación acuática destaca el berro. Los chopos cabeceros de la ribera destacan frente a la deforestación intensa de los alrededores, que actualmente presenta matorral bajo de tomillo y aliaga con presencia de sabinas, particularmente preservadas en los sabinares de El Villarejo y Olalla.
En el río Pancrudo hubo cangrejos autóctonos y todavía hay barbos culirrojos, si bien están en regresión.
En su confluencia con el río Jiloca hay un puente romano en el paraje conocido como Tramasaguas (antiguo despoblado medieval). Este puente está protegido legalmente desde 2001 con su declaración como Bien de Interés Cultural.
También se ubica en su curso el embalse de Lechago, construido para permitir el regadío con el agua del río. 